# Partido Liberal (Hungría)
El Partido Liberal (en húngaro: Szabadelvű Párt) fue un partido político húngaro que existió en la entonces región autónoma austrohúngara entre 1875 y 1906.

## Historia
El partido se fundó en febrero de 1875 al unirse el Partido Deák y el Centro Izquierda. Obtuvo una mayoría enorme en las elecciones de 1875, que permitió que el antiguo miembro del Centro Izquierda Colomán Tisza alcanzase la Presidencia del Gobierno. Tisza conservó el cargo hasta 1890; merced al uso de la violencia, el partido mantuvo la mayoría parlamentaria hasta los comicios de 1905 en los que el Partido de la Independencia y del 48 obtuvo la mayor parte de los escaños. Al año siguiente, el partido fue disuelto.